# Itaú Unibanco

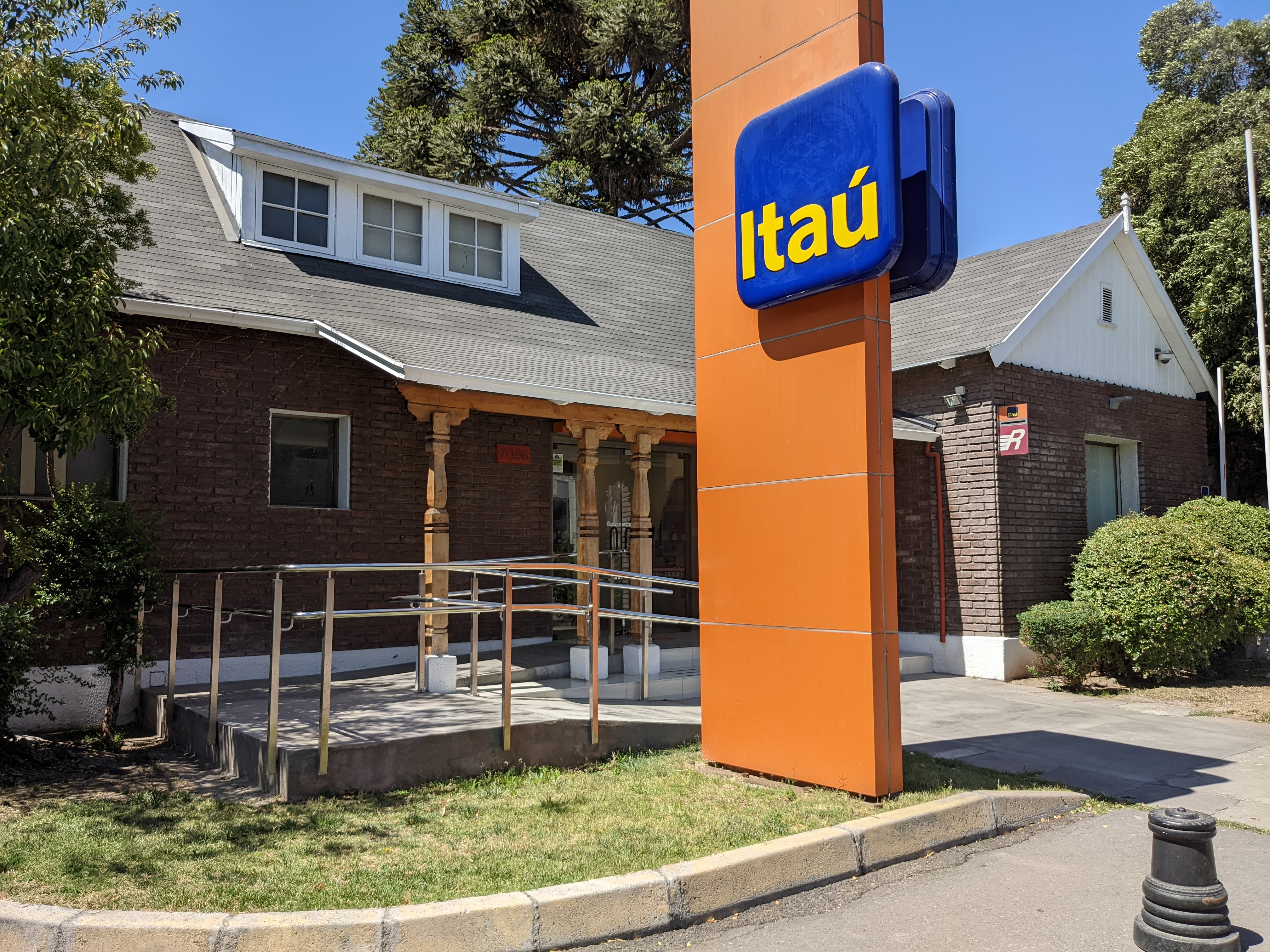

Az Itaú Unibanco SA egy brazil bank, melynek központja São Paulóban található. Az Itaú Unibanco, a Banco Itaú és az Unibanco egyesülésével jött létre 2008-ban. Ez a legnagyobb bankintézet Brazíliában és egész Latin-Amerikában, a világ hetvenegyedik legnagyobb bankja.
Világszerte több mint 33 000 szolgáltatási ponttal rendelkezik, valamint 4335 fiókkal. Körülbelül 45 000 ATM-je és 55 millió ügyfele van világszerte.
Az Itaú Brazílián kívül Asuncionban, Buenos Airesben, Kajmán-szigeteken, Dubaiban, Hongkongban, Lisszabonban, Londonban, Luxemburgban, Montevideoban, Nassauban, New Yorkban, Miamiban, Santiagóban, Sanghajban, Tokióban és Zürichben rendelkezik irodákkal.
2022-ben a bank Brazília legértékesebb márkájának számított.

## Története

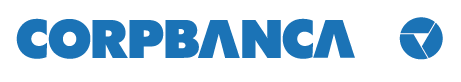
CorpBanca

2014-ben az Itaú bejelentette, hogy egyesül a chilei Corpbancával.

Citibank

2013 júniusában az Itaú beleegyezett a Citibank Uruguay megvásárlásába.
2009. augusztus 22-én az Itaú és a Porto Seguro szövetséget kötöttek. A szövetség célja, hogy egyesítse lakossági és gépjármű-biztosítási tevékenységeiket, egy üzemeltetési megállapodást is tartalmazott, amelynek értelmében a szövetség kizárólagos hozzáférést kap lakás- és járműbiztosítási termékek kínálásához és terjesztéséhez az Itaú brazíliai és uruguayi fiókhálózatának ügyfelei számára.

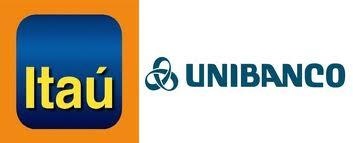

2008. november 4-én a Banco Itaú és az Unibanco bejelentette az egyesülést. Az intézmény 575 milliárd R$ vagyonnal, mintegy 51,7 milliárd R$ nettó tőkével és 225,3 milliárd R$ kombinált hitelportfólióval született. Az új banknak 4800 fiókja volt, ami az ország bankhálózatának 18%-át tette ki. A hitelállományt tekintve a brazil rendszer 19%-át, az összes betétben, alapban és kezelt portfólióban pedig 21%-át jelentette 2008-ra. A biztosítási és nyugdíjkonstrukciók piacán az új csoport 17, illetve 24 százalékos részesedéssel rendelkezett. 
2006 szeptemberében az Itaú megvásárolta a BankBoston brazíliai, chilei és uruguayi eszközeit.

## Fordítás
Ez a szócikk részben vagy egészben  az   Itaú Unibanco című angol Wikipédia-szócikk ezen változatának fordításán alapul.  Az eredeti cikk szerkesztőit annak laptörténete sorolja fel. Ez a jelzés csupán a megfogalmazás eredetét és a szerzői jogokat jelzi, nem szolgál a cikkben szereplő információk forrásmegjelöléseként.